# Julian Brodacz

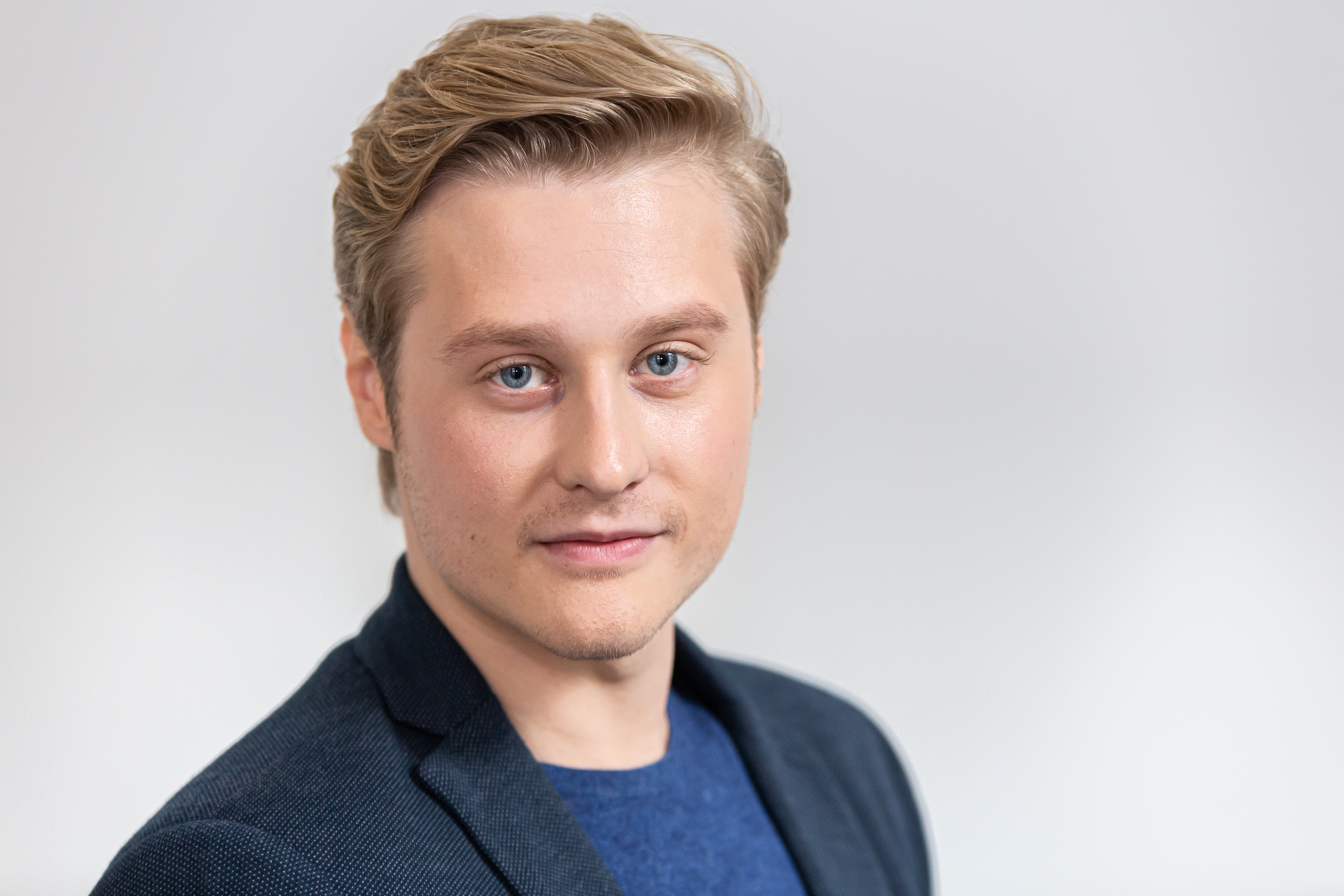
Julian Brodacz 2018

Julian Brodacz (* 1991 in München) ist ein deutscher Schauspieler.

## Leben
Julian Brodacz, der in seiner Geburtsstadt München aufwuchs, absolvierte von 2013 bis 2016 seine Schauspielausbildung an der Internationalen Schule für Schauspiel und Acting (ISSA) in München.
Anschließend hatte er verschiedene Theaterengagements an Münchner Bühnen, im süddeutschen Raum und bei Theaterfestivals, wie dem „Dramasuri“-Theaterfestival im Priener Eichental. In der Spielzeit 2017/18 gastierte er am Theater Wasserburg in der Rolle des Reda, ein junger muslimischer Mann, in dem Theaterstück Djihad des belgischen Autors Ismaël Saidi. Anfang 2018 übernahm er am Roßstall-Theater in Germering kurzfristig die Rolle des Philipp, den männlichen Part eines jungen Pärchens auf Wohnungssuche, in der Komödie Drei Morde, Küche, Bad. In der Spielzeit 2018/19 trat er dort von Oktober bis Dezember 2018 in der erfolgreichen Boulevardkomödie Boeing Boeing von Marc Camoletti auf.
Brodacz stand auch für einige Film- und TV-Produktionen vor der Kamera. Er hatte u. a. Episodenrollen in der Fernsehserie Familie Dr. Kleist (2018, als Sohn eines Metzgermeisters, neben Christian Kahrmann) und Alles was zählt (2018).
In der ARD-Fernsehserie Rote Rosen war er ab Dezember 2018 (Folge 2791) in einer der Hauptrollen zu sehen; er spielte den jungen Laurenz Merz, der sich in Lüneburg gemeinsam mit seiner Freundin mit einer Bonbon-Manufaktur selbständig machen will. Brodacz gehörte zum Hauptcast der 16. Staffel, die im Januar 2019 anlief. Im März 2019 gab Brodacz seinen Ausstieg aus der Serie aus gesundheitlichen Gründen bekannt.
In der 20. Staffel der ZDF-Serie Die Rosenheim-Cops (2020) übernahm Brodacz eine der Episodenrollen als aus Ostwestfalen stammender, nach Oberbayern versetzter Polizeibeamter Martin Grams.
Brodacz lebt in München und Geretsried.

## Filmografie (Auswahl)
- 2018: Familie Dr. Kleist: Der Brautstrauß (Fernsehserie, eine Folge)
- 2018: Alles was zählt (Fernsehserie, zwei Folgen)
- 2018–2019: Rote Rosen (Fernsehserie, Serienhauptrolle)
- 2019: SOKO München: Stille Liebe (Fernsehserie, eine Folge)
- 2020: Die Rosenheim-Cops: Tod im Reisebus (Fernsehserie, eine Folge)